# باول دوغلاس
باول دوغلاس (12 أكتوبر 1971 في المملكة المتحدة - ) (بالإنجليزية: Paul Douglas)‏ هو لاعب كريكت بريطاني. لعب مع Suffolk County Cricket Club ‏.

## وصلات خارجية
- باول دوغلاس على موقع إي آس بي آن كريك إنفو (الإنجليزية)